# Locomotiva DB V 80
La locomotiva V 80 è una locomotiva diesel a trasmissione idraulica di costruzione tedesca presente anche in Italia presso società di costruzioni e manutenzioni ferroviarie.

## Storia
Le locomotive diesel-idrauliche V 80 vennero costruite, nel 1952, dalla Krauss-Maffei e dalla MaK in numero di 5 unità per ciascuna fabbrica, allo scopo di rinnovare il parco rotabili delle ferrovie tedesche decimato dalle pesanti distruzioni belliche subite.
I primi depositi di assegnazione furono quelli di Francoforte Grisheim e di Bamberg.
Il progetto dimostrò la sua ottima qualità nell'esercizio ferroviario corrente per cui divenne la base per le numerose realizzazioni successive. Nel 1968 le locomotive vennero riclassificate con la nuova numerazione Br 280 mantenuta fino alla dismissione decisa nel 1978 dalla Deutsche Bundesbahn (DB).
Ad eccezione della Br 280.002, di cui si decise il restauro a scopo storico-museale, le ex V 80 furono in seguito importate quasi tutte in Italia e vendute a società di costruzione e manutenzione ferroviaria. Una di esse, la 280.009, venne acquistata nel 1980 dalla ferrovia Bari Nord.. La stessa locomotiva venne in seguito riacquistata per sostituire la gemella 002 andata distrutta nel 2005 nell'incendio del Museo ferroviario di Norimberga.

## Esemplari prodotti - prospetto di sintesi
| Classificazione originaria | Costruttore   | N. costruzione | Note |
| -------------------------- | ------------- | -------------- | --- |
| V 80 001                   | Krauss-Maffei | 17716          | Acquistata dalla italiana Salcef e acquistata da un privato tedesco nel 2005; preservata a Francoforte                        |
| V 80 002                   | Krauss-Maffei | 17717          | Demolita in seguito all'incendio del museo DB                                                                                 |
| V 80 003                   | Krauss-Maffei | 17718          | In servizio presso il tubificio Arvedi di Cremona                                                                             |
| V 80 004                   | Krauss-Maffei | 17719          | Alienata dalle DB nel 1976 e in seguito demolita in Italia nel 2002                                                           |
| V 80 005                   | Krauss-Maffei | 17720          | Acquistata dalla Edile Ferroviaria di Roma e successivamente ceduta di nuovo alle DB per sostituire la 002 presso il museo DB |
| V 80 006                   | MaK           | 800001         | Demolita in Italia nel 2006                                                                                                   |
| V 80 007                   | MaK           | 800002         | Ceduta alla Ferrotramviaria di Bari e poi ceduta nel 2009 alla Deutsche Privatbahn; preservata ad Altenbeken                  |
| V 80 008                   | MaK           | 800003         | Ceduta alla NewCo di Tricesimo, poi in servizio presso la Serfer, a Udine                                                     |
| V 80 009                   | MaK           | 800004         | Demolita in Italia nel 2005                                                                                                   |
| V 80 010                   | MaK           | 800005         | Inizialmente ceduta alla Hersfelder Kreisban, poi venduta in Italia nel 1981 e in servizio presso l'impresa Armafer di Lecce  |

## Caratteristiche tecniche
Le locomotive V 80 (dopo il 1968 Br 280) vennero fornite di motore diesel a 12 cilindri a "V" , di potenza tra 750 e 1000 CV, di costruzione Daimler-Benz, MAN e Maybach con la trasmissione del moto per mezzo di alberi cardanici e l'adattamento di coppia mediante convertitori idraulici. Erano atte al telecomando ed erano fornite di caldaia a gasolio per il riscaldamento delle carrozze dei treni viaggiatori.
La locomotiva a cassa unica, con cabina di guida centrale alta, è di forma piuttosto tozza e tondeggiante, poggia su due carrelli a due sale montate. Le locomotive Br 280 oggi in servizio in Italia sono fornite di motori MTU da 800 kW.